# یوجیرو ایشیزاکا
یوجیرو ایشیزاکا (انگلیسی: Yōjirō Ishizaka; ۱ ژانویهٔ ۱۹۰۰ – ۱ ژانویهٔ ۱۹۸۶) رمان‌نویس، و نویسنده اهل ژاپن بود.